# Eduard Böcking
Eduard Böcking, né le 20 mai 1802 à Trarbach et mort le 3 mai 1870 à Bonn, est un juriste et historien allemand.

## Biographie
Eduard Böcking naît le 20 mai 1802 à Trarbach. Il étudie à Heidelberg, Bonn et Berlin. En 1822, il se rend à Göttingen, où il est fortement influencé par Hugo et l'école historique.
Eduard Böcking meurt le 3 mai 1870 à Bonn.